# Kelly Willie
Kelly Willie (Estados Unidos, 7 de septiembre de 1982) es un atleta estadounidense especializado en la prueba de 4x400 m, en la que consiguió ser campeón mundial en pista cubierta en 2008.

## Carrera deportiva
En el Campeonato Mundial de Atletismo en Pista Cubierta de 2008 ganó la medalla de oro en los relevos de 4x400 metros, llegando a meta en un tiempo de 3:06.79 segundos, por delante de Jamaica y República Dominicana.